# National Assessment of Educational Progress

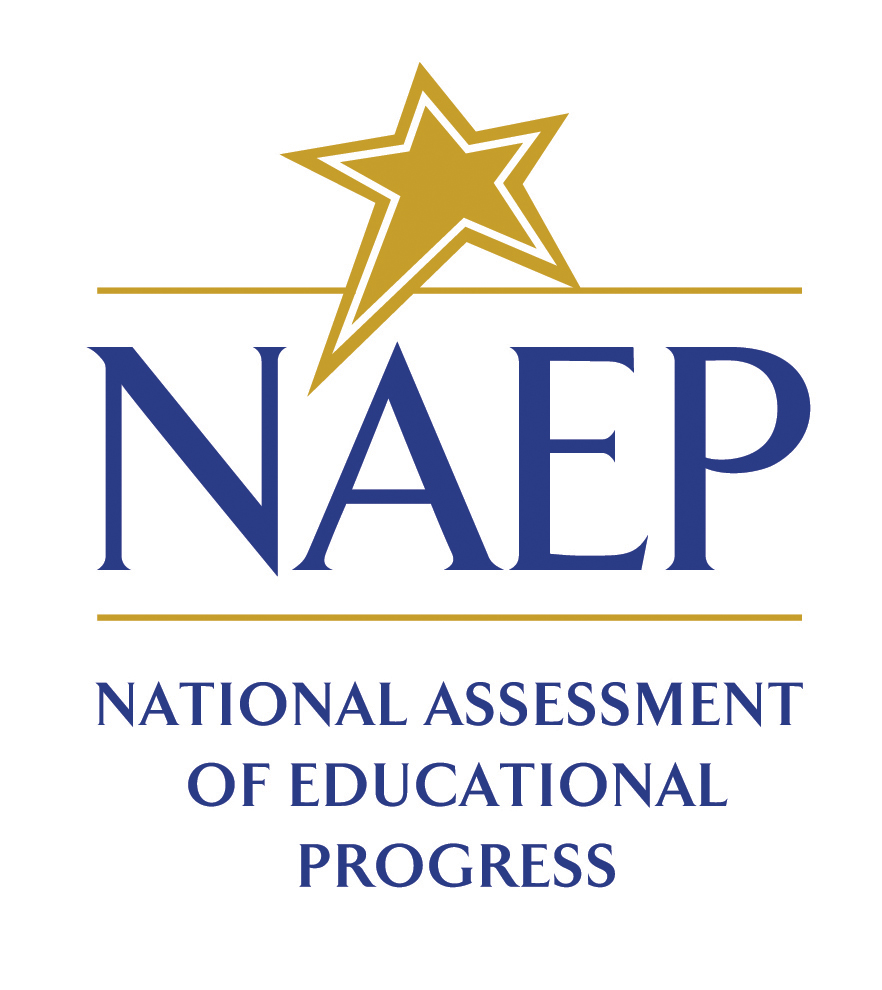
NAEP Logo

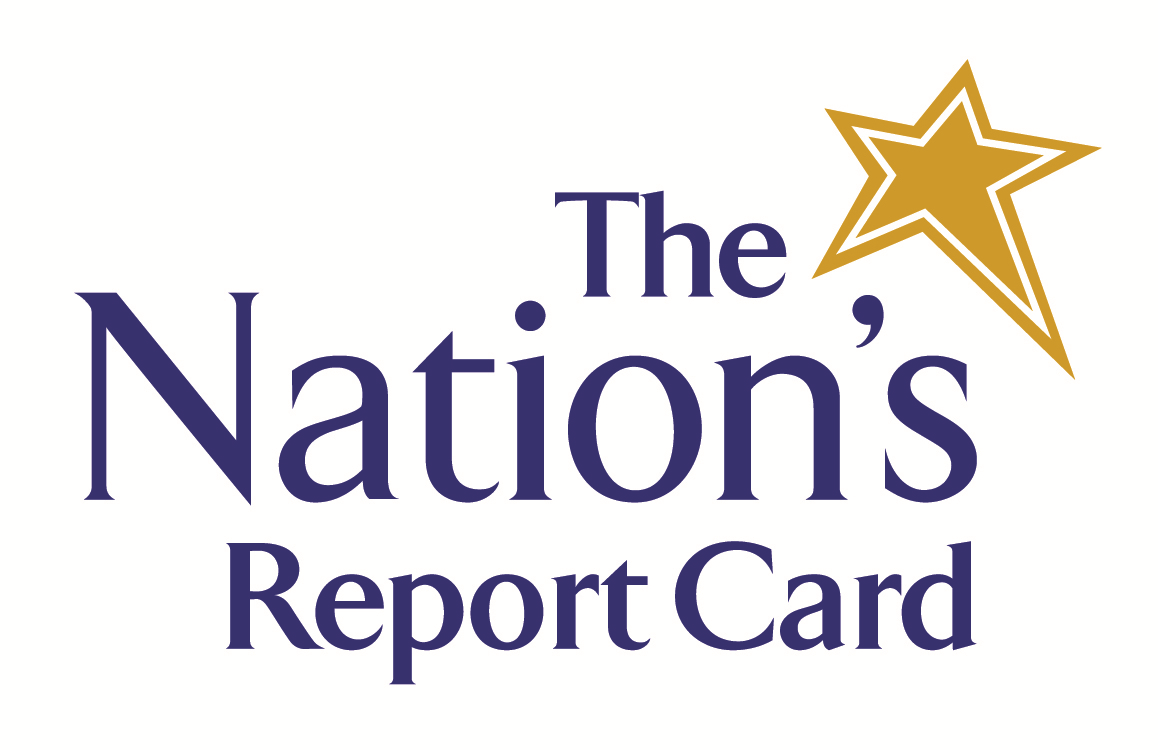
The Nation's Report Card Logo

National Assessment of Educational Progress (Nationale Bewertung des Bildungsfortschritts) ist ein seit 1969 bestehendes Projekt des Bildungsministeriums der USA mit dem Auftrag, bildungsstatistische Daten zu erheben und damit die Grundlage für verbessernde Eingriffe zu geben.
Innerhalb der US-Bundesbehörde Institute of Education Sciences besteht die Abteilung National Center for Education Statistics (NEL), die das Projekt trägt. Ein unabhängiger Vorstand (National Assessment Governing Board (NAGB)) aus berufenen Experten, Politikern und Vertretern der Öffentlichkeit setzt den Rahmen. Die Ergebnisse geben die Leistungsdaten von Schülergruppen wieder und werden in The Nation's Report Card veröffentlicht. Darin werden keine individuellen oder Schulleistungen sichtbar, sondern die von demografischen Gruppen nach Geschlecht, sozialökonomischem Status und Ethnie. Vor allem geht es um den Fortschritt in den Kenntnissen und Fähigkeiten der Schüler in Mathematik, Lesen, Schreiben und Naturwissenschaft. Daneben gibt es ergänzende Untersuchungen zu Kunst, Sozialkunde, Wirtschaft, Geografie, Technik (technology and engineering literacy (TEL)) und Geschichte. Erhoben werden auch Daten zum Schulbesuch oder Studienwunsch.
Landesweit werden stets die gleichen Tests angewandt, sodass die Ergebnisse eine gemeinsame Vergleichsbasis für alle Staaten und Ballungszentren liefern. Die Tests werden über die Jahre nur wenig verändert, sodass auch eine Darstellung der Schülerleistungen über einen längeren Zeitraum möglich ist.
Um einen Vergleich zwischen den Bundesstaaten zu ermöglichen, hat NAEP die in verschiedenen Jahrgängen erhobenen Daten in Mathematik und Lesen genormt und in eine einheitliche Darstellung gebracht. Das Ergebnis ist u. a. eine statistische Landkarte: Mapping State Proficiency Standards report für 2003, 2005, 2007, 2009, 2013, 2017. Der Staat New York sticht dabei nach oben heraus, der noch 2003 hinten lag. Gute Ergebnisse zeigen auch Wisconsin und Texas. Mit schlechten Ergebnissen warten die armen Staaten Georgia und Alabama, aber auch Idaho auf.
Auf Initiative des Bildungsforschers Ralph W. Tyler nahm das NAEP 1964 mit einer Förderung der Carnegie Corporation die Arbeit auf und führte 1969 die ersten nationalen Bewertungen durch. Freiwillige Evaluationen für die Bundesstaaten begannen 1990 auf Versuchsbasis und wurden 1996 zur Daueraufgabe, die NAEP alle zwei Jahre wahrnimmt. Auch für Ballungszentren werden versuchsweise Bewertungen gemacht.

## Einzelbelege
1. ↑  Nation's report card.
2. ↑  NAEP State Mapping. Abgerufen am 17. April 2021 (englisch).
3. ↑  Walter H. Schreiber: Methoden und Ergebnisse. In: ZfPäd. 1986, urn:nbn:de:0111-pedocs-143780 (pedocs.de [PDF]).